# Ratolí de les estepes
|  | Per a altres significats, vegeu «Ratolí de l'estepa». |

El ratolí de les estepes (Sicista subtilis) és una espècie de rosegador miomorf de la família dels dipòdids. Es troba a Rússia.